# Карамурзинский
Карамурзинский (ног. Карамызай, Карамурзай) — аул в Кочубеевском муниципальном округе Ставропольского края России.

## География
Расположен на левом берегу реки Кубань, в 20 км к север-западу от районного центра — Кочубеевское и в 63 км к юго-западу от Ставрополя.
Граничит с землями населённых пунктов: Галицино на западе, Ураковский на востоке и Балахоновское на юго-востоке.
Средние высоты на территории аула составляют около 250 метров над уровнем моря. Рельеф местности преимущественно холмисто-равнинный, прибрежная зона изрезана балками.

## История
Аул основан в 1866 году (по другим данным в 1770 году) братьями Альгереем (Адиль-Гереем) и Баткереем (Батыр-Гереем) Карамурзиными.
9 февраля 1918 года в ауле была установлена советская власть.
25 октября 1961 года исполком Ставропольского крайсовета депутатов трудящихся, рассмотрев ходатайство Кочубеевского райисполкома, принял решение: образовать на территории района Балахоновский сельский совет с центром в селе Богословском, передать в состав сельсовета сёла Богословское, Галицино, хутор Ураковский и аул Карамурзинский, исключив их из состава Заветненского сельсовета.
До 16 марта 2020 года аул входил в упразднённый Балахоновский сельсовет.

## Население
| 1989 | 2002 | 2010 | 2014 |
| ---- | ---- | ---- | ---- |
| 698  | ↗719 | ↘652 | ↘600 |

Национальный состав
По данным Всероссийской переписи населения 2010 года:
| Народ   | Численность, чел. | Доля от всего населения, % |
| ------- | ----------------- | -------------------------- |
| ногайцы | 383               | 58,7 %                     |
| черкесы | 110               | 16,9 %                     |
| татары  | 102               | 15,6 %                     |
| русские | 20                | 3,1 %                      |
| другие  | 37                | 5,7 %                      |
| всего   | 652               | 100 %                      |

## Инфраструктура
- Детский сад № 24 «Солнышко»
- Средняя общеобразовательная школа № 17. Открыта 2 сентября 1966 года[12]
- Карамурзинская сельская библиотека. Открыта 12 сентября 1948 года как изба-читальня[5].
- Фельдшерско-акушерский пункт[13]

## Кладбища
В границах аула расположены 2 вероисповедальных (мусульманских) открытых кладбища площадью 11 700 м² и 44 100 м².